# Степан Макаров
Степан Осипович Макаров (на руски: Степан Осипович Макаров) е руски флотоводец, офицер, вицеадмирал. Изследовател, океанограф, учен-теоретик на военноморското дело. Участник в Руско-турската война (1877 – 1878) и Руско-японската война (1904 – 1905).

## Произход и младежки години (1848 – 1865)
Степан Макаров е роден на 27 декември 1848 година в град Николаев, Руска империя в семейство на флотски офицер. През април 1858 г., заедно със семейството си, се преселва в град Николаевск на Амур във връзка с преместването на баща му в Сибирската флотилия. През септември същата година продължава семейната традиция и постъпва в Морското училище в града, което завършва на 23 април 1865 г. първи по успех. По време на обучението си през 1861 плава в Японско море, а от юли 1863 до май 1864 в състава на руската тихоокеанска ескадра до бреговете на Северна Америка, като пресича Тихия океан.

## Военноморска кариера и изследователска дейност (1866 – 1901)

### Служба на корвета „Асколд“ и „Дмитрий Донски“ (1866 – 1876)
От ноември 1866 до 31 май 1867 г. служи на корвета „Асколд“, с който плава по маршрута Нагазаки – нос Добра надежда – Кронщад. На 14 юли 1867 е произведен в гардемарин и служи в I Флотски екипаж на Балтийско море, където пребивава до 1876.
От септември 1867 до юни 1868 г. плава на корвета „Дмитрий Донски“, а през октомври публикува в „Морски сборник“ първата си научна работа „Инструмент Адкинса для определения девиации в море“. От септември 1868 до май 1869 г. на същия кораб извършва задгранично плаване и на 24 май 1869 е произведен в мичман.
По време на своите плавания изобретява и внедрява през януари-март 1870 г. т.нар. пластир за запълване на пробойните на корабите, получени в резултат на сблъскване в скали или от снаряди. За своето изобретение на 1 януари 1871 е произведен в чин лейтенант и награден с 200 рубли. През декември 1873 е командирован на световното изложение във Виена, където демонстрира своето изобретение.

### Служба в Черноморския флот (1876 – 1882)
През 1876 г. е преместен в Руския Черноморски флот. По негово предложение и настояване параходът „Велик княз Константин“, на който е командир, е приспособен да превозва минни катери за действия срещу противникови кораби, основоположник на използването в бойни действия на миноносните кораби и торпедните катери. По време на Руско-турската война (1877 – 1878), минните атаки на лейтенант Степан Макаров парализират османския военен флот в Черно море.
На 29 октомври 1880 г. е назначен за командир на кораба „Таман“, с който през 1881 извършва хидрографски изследвания в протока Босфор и доказва наличието на повърхностно и дълбоководно течения в протока. За това си откритие е удостоен с премия от Руската академия на науките. На 1 януари 1881 е произведен в капитан 1-ви ранг.

### Служба в Балтийския флот (1882 – 1894)
През февруари 1882 г. е върнат в Балтийския флот и назначен за командващ Практическата ескадра на флота, на която се провеждат практически занятия на бъдещите моряци, завършващи морските училища в Русия.
На 17 септември 1885 е назначен за командващ на корвета „Витяз“, с който от 24 май 1886 до 25 юни 1889 извършва околосветско плаване, като провежда систематични океанографски, хидрографски и метеорологични работи в северната част на Тихия океан, Индийския океан, Атлантическия океан, Червено, Средиземно и Егейско море (1886 – 1888).
На 1 януари 1890 г. за отлична 25-годишна служба е произведен в контраадмирал и назначен за младши флагман на Балтийския флот, а на 8 октомври 1891 – за главен инспектор на морската артилерия.
През октомври 1892 г. патентова ново откритие – бронебойно калпаче на снарядите използвани от корабната артилерия, което повишава многократно ефекта на бронебойните снаряди.

### Служба в Средиземноморския флот (1894 – 1896)
На 7 ноември 1894 г. е назначен за командващ ескадра в Средиземно море, с която извършва през 1895 плаване до Тихия океан. По суша пресича Северна Америка от запад на изток и през Атлантическия океан се завръща в Европа през 1896 г., като по този начин извършва второ околосветско пътешествие. На 20 август 1896 е повишен в звание вицеадмирал.

### Полярни експедиции (1899 – 1901)
След като се връща в Петербург от околосветското си пътешествие през 1897 г. Макаров подава в Морското министерство докладна записка, в която излага своите идеи за строителство на мощен ледоразбивач с оригинална конструкция, способен да плава в полярните ледове. На 17 октомври 1898 в корабостроителницата в Нюкасъл, Англия, е спуснат на вода ледоразбивача „Ермак“, с който от 21 февруари до 4 март 1899 прави пробни плавания във Финския залив. Същата година от юни до август с „Ермак“ прониква на север от Шпицберген до 81º 21` с.ш.
От 27 март до 30 август 1901 на същия кораб плава в Баренцово море и изследва бреговете на архипелага Земя на Франц Йосиф и Нова Земя.

## Последни години (1901 – 1904)
На 9 февруари 1904 е назначен за командващ на Тихоокеанския флот на Русия по време на Руско-японската война (1904 – 1905). Загива на 31 март 1904 г. в 9 часа и 39 минути на броненосеца „Петропавлоск“, който потъва след натъкване на японска мина близо до Порт Артур.
Петдесет и пет години живот отмерва съдбата на Степан Макаров. Свършеното от него за тези 55 години, обаче се равняват на няколко живота. Научни изследвания и трудове, околосветски плавания, изобретения и усъвършенствания на навигационни и научни прибори, конструкции на кораби, артилерийски снаряди, смело внедряване в практиката на морското дело новите достижения на науката. Главно за него обаче винаги остава военния флот и морската слава на Русия.

## Памет
Неговото име носят
- Географски обекти:
  - връх Макаров, на остров Сахалин;
  - връх Макаров (79°03′ с. ш. 17°34′ и. д. / 79.05° с. ш. 17.566667° и. д.) на остров Западен Шпицберген в архипелага Шпицберген;
  - град Макаров (48°37′ с. ш. 142°47′ и. д. / 48.616667° с. ш. 142.783333° и. д.) на остров Сахалин;
  - залив Макаров (80°12′ с. ш. 53°45′ и. д. / 80.2° с. ш. 53.75° и. д.) на Баренцово море, на югоизточното крайбрежие на остров Хукер в архипелага Земя на Франц Йосиф;
  - залив Макаров (71°17′ с. ш. 52°58′ и. д. / 71.283333° с. ш. 52.966667° и. д.) на Карско море, на източното крайбрежие на остров Междушарски, покрай западния бряг на Северния остров на Нова земя;
  - залив Макаров, на крайбрежието на остров Итуруп в Курилските о-ви;
  - залив Макаров (79°03′ с. ш. 95°30′ и. д. / 79.05° с. ш. 95.5° и. д.) на Карско море, на югозападното крайбрежие на остров Октомврийска революция в архипелага Северна земя;
  - залив Макаров (73°44′ с. ш. 85°15′ и. д. / 73.733333° с. ш. 85.25° и. д.) на Карско море, на западното крайбрежие на п-ов Таймир;
  - ледник Макаров (79°48′ с. ш. 11°43′ и. д. / 79.8° с. ш. 11.716667° и. д.) в северната част на остров Западен Шпицберген в архипелага Шпицберген;
  - ледник Макаров-Жерве (73°57′ с. ш. 56°18′ и. д. / 73.95° с. ш. 56.3° и. д.) на Северния остров на Нова земя;
  - нос Макаров (74°40′ с. ш. 55°50′ и. д. / 74.666667° с. ш. 55.833333° и. д.) на западния бряг на Северния остров на Нова земя;
  - нос Макаров (76°15′ с. ш. 62°24′ и. д. / 76.25° с. ш. 62.4° и. д.) на западния бряг на Северния остров на Нова земя;
  - остров Макаров (76°34′ с. ш. 94°10′ и. д. / 76.566667° с. ш. 94.166667° и. д.) на Карско море, в архипелага Норденшелд;
  - подводен връх Макаров в Охотско море, около остров Шиашкотан в Курилските о-ви;
  - подводен връх Макаров в Тихия океан;
  - подводна котловина Макаров (87° с. ш. 150° з. д. / 87° с. ш. 150° з. д.) в Северния ледовит океан;
  - полуостров Макаров (71°14′ с. ш. 53°12′ и. д. / 71.233333° с. ш. 53.2° и. д.) на източното крайбрежие на остров Междушарски, покрай западния бряг на Северния остров на Нова земя;
  - провлак Макаров (48°47′ с. ш. 154°05′ и. д. / 48.783333° с. ш. 154.083333° и. д.), на остров Шиашкотан в Курилските о-ви;
  - река Макаров, на остров Сахалин, вливаща се в залива Търпение.
- Други
  - Националния университет по корабостроене „Адмирал Макаров“ в град Николаев, Украйна;
  - Руска Държавна Морска Академия „Адмирал Макаров“ в Санкт Петербург;
  - Руски Тихоокеанския военноморски институт „Адмирал Макаров“ във Владивосток;
  - улици „Адмирал Макаров“ в градовете Архангелск, Калининград, Кулебаки, Липецк, Москва, Нижни Новгород, Перм и Уфа в Русия;
  - улици „Адмирал Макаров“ в градовете Днепропетровск, Николаев, Севастопол и Херсон в Украйна;
  - няколко кораба през различни години в Русия и СССР.

## Съчинения
- „Об обмене вод Черного и Средиземного морей“, 1885;
- „Витяз“ в Тихий океан", т. 1 – 2, 1894;
- „Об исследования Северного Ледови-того океана“, СПБ, 1897;
- „Ермак“ во льдах", ч. 1 – 2, СПБ, 1901.